# 十一月初一
十一月初一朔，农历十一月第一天。

## 大事记
- 泓水之战，周襄王十四年（公元前638年）十一月初一

## 出生
- 吉川广家，永禄四年十一月初一（1561年12月7日）出生，日本战国时代武将、毛利氏家臣。为初代岩国藩当主。
- 牛钮，顺治八年（1651年）十一月初一出生，清朝顺治帝的长子。
- 八條宮智忠親王，元和六年十一月初一（1620年11月24日）出生，日本江户初期皇族、桂宫第二代当主。
- 桂宫节仁亲王，天保四年十一月初一（1833年12月11日）出生，日本江户时代后期的皇族。桂宫家第11代当主。仁孝天皇第6皇子。

## 逝世
- 新平公主，大历十年（776年）十一月初一，唐玄宗之女。
- 北条幻庵，天正十七年十一月初一（1589年12月8日），战国时代北条氏家臣，北条早云三男。

## 节假日和习俗
- 温府王爷圣诞（道教）。

## 其他内容
- 十斋日

## 参看
- 日历
- 十月廿九 - 十月三十 - 十一月初一 - 十一月初二 - 十一月初三
- 十月初一 - 十一月初一 - 腊月初一
- 正月 - 二月 - 三月 - 四月 - 五月 - 六月 - 七月 - 八月 - 九月 - 十月 - 十一月 - 腊月
- 公历11月1日